# Qualificazioni ai Giochi della XIX Olimpiade (AFC)
Di seguito sono elencati gli incontri con relativo risultato della zona asiatica (AFC) per le qualificazioni a Città del Messico 1968.

## Formula
Le 18 squadre vennero divise in tre gironi all'italiana da sei squadre ciascuna. Le vincenti di ogni girone si sarebbero qualificate alle Olimpiadi.
Hong Kong, Malaysia, Pakistan, Birmania, India, Iran e Corea del Nord si ritirarono prima di giocare i rispettivi incontri. Per questo motivo, i gruppi 2 e 3 mutarono la loro formula in A/R.

## Risultati

### Gruppo 1
| Squadra         | P.ti | G | V | N | P | GF | GS | DR  |
| --------------- | ---- | - | - | - | - | -- | -- | --- |
| Giappone        | 9    | 5 | 4 | 1 | 0 | 26 | 4  | +22 |
| Corea del Sud   | 9    | 5 | 4 | 1 | 0 | 17 | 5  | +12 |
| Libano          | 5    | 5 | 2 | 1 | 2 | 18 | 9  | +9  |
| Vietnam del Sud | 5    | 5 | 2 | 1 | 2 | 14 | 5  | +9  |
| Taiwan          | 2    | 5 | 1 | 0 | 4 | 11 | 18 | -7  |
| Filippine       | 0    | 5 | 0 | 0 | 5 | 3  | 48 | -45 |

|  | Giappone | 3 – 3 | Corea del Sud |  |

|  | Libano | 1 – 1 | Vietnam del Sud |  |

|  | Taiwan | 7 – 2 | Filippine |  |

|  | Giappone | 3 – 1 | Libano |  |

|  | Corea del Sud | 4 – 2 | Taiwan |  |

|  | Vietnam del Sud | 10 – 0 | Filippine |  |

|  | Filippine | 0 – 15 | Giappone |  |

|  | Corea del Sud | 2 – 0 | Libano |  |

|  | Vietnam del Sud | 3 – 0 | Taiwan |  |

|  | Vietnam del Sud | 0 – 1 | Giappone |  |

|  | Filippine | 0 – 5 | Corea del Sud |  |

|  | Taiwan | 2 – 5 | Libano |  |

|  | Libano | 11 – 1 | Filippine |  |

|  | Giappone | 4 – 0 | Taiwan |  |

|  | Corea del Sud | 3 – 0 | Vietnam del Sud |  |

### Gruppo 2
| Squadra    | P.ti | G | V | N | P | GF | GS | DR |
| ---------- | ---- | - | - | - | - | -- | -- | -- |
| Thailandia | 6    | 4 | 3 | 0 | 1 | 5  | 6  | -1 |
| Iraq       | 3    | 4 | 1 | 1 | 2 | 7  | 5  | +2 |
| Indonesia  | 3    | 4 | 1 | 1 | 2 | 4  | 5  | -1 |

|  | Indonesia | 1 – 2 | Thailandia |  |

|  | Iraq | 4 – 0 | Thailandia |  |

|  | Iraq | 1 – 1 | Indonesia |  |

|  | Thailandia | 1 – 0 | Indonesia |  |

|  | Thailandia | 2 – 1 | Iraq |  |

|  | Indonesia | 2 – 1 | Iraq |  |

### Gruppo 3
| Squadra | P.ti | G | V | N | P | GF | GS | DR  |
| ------- | ---- | - | - | - | - | -- | -- | --- |
| Israele | 4    | 2 | 2 | 0 | 0 | 11 | 0  | +11 |
| Ceylon  | 0    | 2 | 0 | 0 | 2 | 0  | 11 | -11 |

|  | Israele | 7 – 0 | Ceylon |  |

|  | Ceylon | 0 – 4 | Israele |  |